# Operação urbana
Operação urbana é uma expressão utilizada para designar um gênero de atuações urbanísticas caracterizado pela finalidade de reconfiguração de determinada área do espaço urbano.
Para José Afonso da Silva, operação urbana é "toda atuação urbanística que envolve alteração da realidade urbana com vista a obter nova configuração da área" O autor define atuação (ou atividade) urbanística como sendo aquela "que consiste na ação destinada a realizar os fins do urbanismo, ação destinada a aplicar os princípios do urbanismo".
Pedro Jorgensen Júnior esclarece que "operação urbana é uma expressão que, no urbanismo atual, se refere a gêneros de ação urbanística, que, embora conexos, podem diferir consideravelmente dependendo do lugar e da circunstância". Nesse contexto, podem existir operações urbanas por exemplo de demolição e reconstrução, de renovação, de requalificação.
A Lei nº 10.257/2001 (Estatuto da Cidade) introduziu em âmbito federal uma espécie de operação urbana, chamada operação urbana consorciada.